# W Columbae
W Columbae är en pulserande variabel av Mira Ceti-typ i stjärnbilden Duvan.
Stjärnan varierar i visuell magnitud från 8,8 till 13,2 med en period av 309 dygn.